# ジーアン市
ジーアン市（ベトナム語：Thành phố Dĩ An / 城庯以安）はベトナムのビンズオン省にある町である。2020年1月10日に市社（町と同じ）から市に昇格した。人口は2019年時点で471,372人、面積は60.1km2である。

## 行政区画
以下の7坊から構成される。
- アンビン坊（An Bình / 安平）
- ビンアン坊（Bình An / 平安）
- ビンタン坊（Bình Thắng / 平勝）
- ジーアン坊（Dĩ An / 以安）
- ドンホア坊（Đông Hòa / 東和）
- タンビン坊（Tân Bình / 新平）
- タンドンヒエップ坊（Tân Đông Hiệp / 新東協）

## 交通
- ホーチミン地下鉄
  - 1号線
    - スオイティエンバスターミナル駅